# Wilson Rodríguez
Wilson Enrique Rodríguez Amezqueta, nascido em 22 de fevereiro de 1994, é um ciclista colombia.

## Palmarés
- 2016
  - Classificação geral da Volta a Portugal do Futuro

## Classificações mundiais
| Ano             | 2016   |
| UCI Europe Tour | 895.º. |